# Mount Brandon
Mount Brandon är ett berg i republiken Irland.   Det ligger i grevskapet Kerry och provinsen Munster, i den sydvästra delen av landet, 300 km väster om huvudstaden Dublin. Toppen på Mount Brandon är 953 meter över havet.
Terrängen runt Mount Brandon är huvudsakligen kuperad, men västerut är den platt. Havet är nära Mount Brandon åt nordväst. Mount Brandon är den högsta punkten i trakten. Runt Mount Brandon är det ganska glesbefolkat, med 23 invånare per kvadratkilometer. Närmaste större samhälle är Dingle, 10,5 km söder om Mount Brandon. Trakten runt Mount Brandon består i huvudsak av gräsmarker.